# Apatelodes pertuisa
Apatelodes pertuisa is een vlinder uit de familie van de Apatelodidae. De wetenschappelijke naam van de soort is, als Zanola pertuisa, voor het eerst geldig gepubliceerd in 1916 door Paul Dognin.